# Campodorus crassitarsis
Campodorus crassitarsis là một loài tò vò trong họ Ichneumonidae.